# Храм Святителя Кирилла Туровского в деревне Бояры
| Храм Святителя Кирилла Туровского     | Храм Святителя Кирилла Туровского |
| ------------------------------------- | --------------------------------- |
| бел. Храм Свяцiцеля Кiрыла Тураускага |                                   |
|                                       |                                   |
| Тип                                   | Православный храм                 |
| Страна                                | Белоруссия                        |
| Деревня                               | Бояры                             |
| Конфессия                             | БПЦ                               |
| Епархия                               | Пинская и Лунинецкая епархия      |
| Архитектурный стиль                   | эклектика                         |
| Строительство                         | 1994 год — 1999 год               |
| Состояние                             | сохранилась, действующая          |
| Медиафайлы на Викискладе              |                                   |

Храм Святителя Кирилла Туровского — православный храм в деревне Бояры Пинского района Брестской области.

## История
Начало 1990-х годов было ознаменовано возрождением церковной жизни. Пинская епархия не была исключением, и также была восстановлена 19 февраля 1990 года и возглавлена епископом Пинским и Лунинецким Стефаном (Корзуном). По благословению владыки регистрировались новые общины, восстанавливались старые разрушенные и полуразрушенные храмы и возводились новые.
Со времен основания деревни Бояры, здесь никогда прежде не существовало православного храма. Местными жителями было решено построить на боярской земле храм из старого дерева бывшего местного клуба. По благословению епископа Стефана (Корзуна) была организована религиозная община будущего прихода храма в деревне Бояры. Первое Приходское собрание, на котором был принят Устав православного прихода святителя Кирилла Туровского в деревне Бояры, состоялось 31 октября 1993 г.. Религиозная община была утверждена правящим епископом Стефаном (Корзуном) 7 декабря 1993 г. , а 21 февраля 1994 г. зарегистрирована Брестским областным исполнительным комитетом, решением № 90.
Для строительства новой православной церкви Пинским районным исполнительным комитетом был выделен земельный участок площадью 0,3442 га. Епископ Стефан (Корзун) 11 октября 1994 г. утверждает проект храма, разработанный местным жителем деревни Бояры — С. Ф. Жилевичем.
Благодаря трудам и усилиям местных жителей, идеей строительства здешней святыни удалось заинтересовать и сплотить многих людей, в том числе местных руководителей организаций: председателя Оснежицкого сельисполкома Борщ М. Н. и председателя Оснежицкого колхоза В. П. Костюковича. Подрядчиком строительства храма стала строительная бригада из Столинского района Богданович Я. К., Богданович Э. Я. и Юрчук А. Ф. Купола храма изготовил житель деревни Гончары Бондич Г., а кресты на купола разработали на Пинском молочном заводе. Строительство храма продолжалось на протяжении пяти лет.
Первый храм в честь святителя Кирилла Туровского на территории Республики Беларусь был торжественно освящен епископом Пинским и Лунинецким Стефаном (Корзуном) в деревне Бояры, Пинского района, Брестской области 15 мая 1999 г.. По словам владыки Стефана (Корзуна) этот храм был освящен в связи с тем, что в Пинской епархии не существовало ни одного храма в честь туровского святого. На самом же деле оказалось, что храма в честь Святителя Кирилла Туровского не оказалось и во всей Беларуси. На основании чего, можно утверждать, что момент освящения храма в деревне Бояры послужил началом почитания памяти святителя Кирилла Туровского на территории современной Республики Беларусь.
Первым настоятелем общины, по благословению епископа Пинского и Лунинецкого Стефана, был назначен указом № 378/15 от 20 июля 1999 г. священник Федор Александрович Шпудейко (1999—2002). Вторым настоятелем храма стал священник Николай Николаевич Муляр (2002—2019), назначенный указом № 460/11 от 14 мая 2002 г. Третьим настоятелем храма согласно Указу Его Высокопреосвященства Архиепископа Пинского и Лунинецкого Стефана № 855/12 от 30 марта 2019 г. является иерей Виталий Васильевич Наумчик (2019- по настоящее время). С приходом настоятеля отца Виталия в храме Святителя Кирилла Туровского были предприняты существенные изменения во всех сферах деятельности прихода.
При Приходе храма действует: церковно-приходская школа для детей (открыта в 2019 г.) и школа православия для взрослых (открыта в 2021 г.), приходская библиотека, насчитывающая более трехсот книг церковного содержания (открыта в 2023 г.), народный хор под управлением регента Л. Ф. Кузьменко (с момента освящения храма), молодежный церковный хор под управлением регента А. Е. Наумчик (образован в 2020 г.), еженедельный библейский кружок по изучению Священного Писания (открыт в 2024 г.).
В настоящее время работа по восстановлению храма продолжается. Благодарные прихожане имеют прекрасную возможность помолиться в стенах первого храма в честь его небесного святого — Святителя Кирилла, епископа Туровского, покровителя семьи и защитника земли Белорусской.